# Alexis Bélec
Pour les articles homonymes, voir Bélec.
Alexis Bélec est un acteur québécois né en 1972 au Québec et mort au CHUM à Montréal le 30 septembre 2020.

## Filmographie
- 2008 : Cruising Bar 2 : le médecin
- 2006 : Cadavre exquis, première édition : Roxy
- 2004 : Il Duce canadese (feuilleton TV) : Mike
- 2004 : Monica la mitraille : Maréchal
- 2003 : Sur le seuil : père Lemay
- 2000 : Jean Duceppe (série TV) : Jacques Normand
- 1999 : Le Manuscrit érotique : Riendeau
- 1998 : Tag (série TV) : Pix
- 1998 : 2 secondes : Tom